# Mosquée Dar-Alszalam
La Mosquée Dar-Alszalam (en hongrois : Dar-Alszalam mecset) est une mosquée située dans le quartier de Kelenföld, dans le 11e arrondissement de Budapest.